# Grupo Universal
Grupo Universal es un conglomerado empresarial dominicano, fundado el 28 de agosto de 1964 por Rafael de León. La compañía gestiona un portafolio diversificado de inversiones en varios sectores comerciales e industriales de la República Dominicana. De acuerdo con la revista Forbes, Grupo Universal es uno de los conglomerados más importantes del país.
El grupo está compuesto por diez empresas que operan en diversas áreas, incluyendo seguros, servicios financieros y otros servicios complementarios.

## Historia
La Universal, Compañía General de Seguros, fue fundada en 1964 en la República Dominicana por Rafael de León y un grupo de empresarios visionarios con el propósito de contribuir al desarrollo del sector asegurador en el país. El objetivo inicial de la compañía fue ofrecer servicios de seguros de calidad, con un enfoque en la seguridad y protección financiera para individuos y empresas en un contexto económico que estaba en proceso de expansión.
La creación de La Universal se dio en un contexto en el que la República Dominicana no contaba con un sistema asegurador formalmente estructurado para atender las demandas del mercado. Con ello, se dio inicio a un proceso orientado al fortalecimiento del sector asegurador con el fin de ofrecer soluciones a las necesidades de protección de los ciudadanos.
Este enfoque permitió que la empresa tuviera un papel destacado en la industria aseguradora local, contribuyendo a la consolidación de un mercado que, con el tiempo, experimentaría una mayor regulación y modernización gracias a la promulgación de leyes como la Ley de Seguros Privados en 1971. A medida que el sector crecía, La Universal continuó expandiendo sus operaciones y diversificando su oferta de productos y servicios, lo que marcó el inicio de una trayectoria que, a lo largo de los años, la llevó a convertirse en el conglomerado conocido hoy como Grupo Universal.

### Empresas
• Seguros Universal  
• ARS Universal
• Unit
• Fiduciaria Universal
• AFI Universal
• Asistencia Universal 
• Autonovo
• Administraciones Universal 
• Suplidora Propartes 
• Autoprotection Services Dominicana